# Gruppe 11
Die Künstlergruppe Gruppe 11 gründete sich aus einem Zusammenschluss von (ehemaligen) Studenten der Stuttgarter Kunstakademie, die sich ab 1954 enger zusammenschlossen, um gemeinsam arbeiten und ausstellen zu können.

## Geschichte und Wirken
Die Gruppe 11 wurde am 11. August 1956 von Günther C. Kirchberger, Georg Karl Pfahler, Friedrich Sieber und Attila Biro gegründet.
Während ihrer Akademiezeit orientierten sich die Mitglieder der Gruppe zunächst an Vorbildern der klassischen Moderne wie Pablo Picasso und Georges Braque sowie der abstrakten Malerei von Willi Baumeister. Durch Günther C. Kirchberger, der 1956 für einige Monate in London studierte, kamen die Mitglieder der Gruppe in Kontakt mit internationalen Strömungen von Action Painting und Informel. Ab Mitte der 1950er Jahre bestanden zudem enge Kontakte zur Stuttgarter Gruppe/Schule um Max Bense und später auch zu Helmut Heißenbüttel.
„.. - unser vordringlichstes Ziel war es so rasch wie möglich ins Ausland zu gehen. Und zwar nicht weil wir unser Land nicht genügend geschätzt hätten, viel mehr wollten wir die Maßstäbe finden, uns vergleichen mit internationalen Entwicklungen, von denen die Deutschen ja durch das Nazi-Regime so lange abgeschnitten waren. Am intensivsten war das in London möglich“. (Peter Iden in: Ingrid Mössinger und Beate Ritter (Hrsg.): Georg Karl Pfahler, S. 28)
Im April 1959 löste sich die Gruppe als solche wieder auf; jeder ging seine eigenen künstlerischen Wege. Alle Mitglieder blieben aber noch mit der Stuttgarter Gruppe in Verbindung.

## Gemeinsame Ausstellungen
- 1957: Galerie 17 – München
- 1957: Kabinett Grisebach – Heidelberg
- 1957: New Vision Centre Gallery – London
- 1957: Galerie les Contemporains – Brüssel
- 1958: Galleria La Tartaruga – Rom
- 1958: Galerie les Contemporains – Brüssel
- 1958: Galerie Rauls – Stuttgart
- 1959: Drian Gallery – London mit dem Zusatz „frühere gruppe 11“